# Ганна Райч
Ганна Райч (нім. Hanna Reitsch, також Ханна; * 29 березня 1912, Гіршберг — † 24 серпня 1979, Франкфурт-на-Майні) — одна з найвідоміших та найуспішніших німецьких авіаторок ХХ століття, тест-пілотеса найновіших літальних апаратів, володарка понад 40 авіаційних рекордів. Один із символів Німеччини часів Третього Рейху, єдина жінка-кавалер Залізного хреста 1-го класу.

## Біографія

### Ранні роки
Ганна Райч народилася 29 березня 1912 року в німецькому місті Гіршберг у багатодітній родині лікаря-офтальмолога та тірольської аристократки. Батько був художньо обдарованим та пристрасним віолончелістом. У дитинстві Ганна хотіла зробити кар'єру на медичному терені та мріяла стати лікаркою-місіонеркою в Африці. Батько підтримував мрію дочки стати медикинею. Після закінчення середньої школи переїхала в Берлін, щоб продовжити освіту в Медичній академії.
Жартома вважається, що Ганна Райч проявила свою пристрасть до польотів ще в ранньому дитинстві, намагаючись у 4-річному віці зістрибнути з балкона батьківського дому, щоб відчути політ.

### Перші кроки в авіації
Льотну кар'єру Райч почала з планерів і миттєво її пристрасть до неба переважила інтерес до медицини. Щоб стати професійним пілотом, Райч покинула медичну академію та наполягла, щоб батько відпустив її до школи планеристів у Грюнау. У 1930 році вступила до авіаційного клубу, а восени 1931 року отримала дипломом планериста.
Спілкування з кращими німецькими планеристами привело її до Центру німецького спортивного планеризму, що розташовувався недалеко від м. Рона на горі Вассеркупе. Там Ганна взяла участь в першості Німеччини, але не показала високих результатів. Однак її наполегливість і бажання літати звернули на себе увагу організаторів змагання і не лише їх. Залишивши медичну академію, Ганна прийняла пропозицію про співпрацю з німецьким дослідницьким інститутом планерів, де почала працювати як пілот-випробувач. У 1931 році ставить свій перший світовий рекорд. За цим здобутком у подальшому йдуть і інші. Вже на початку 30-х режисери фільмують польоти Ганни Райч для популярних на той час кіножурналів.
У 1934 році почався новий етап у її житті. У вересні Ганна удостоїлася великої честі бути командиром літака, на якому Адольф Гітлер летів на партійний з'їзд до Нюрнберга. Фюрер особисто довірив їй це почесне і відповідальне завдання, а сам історичний політ пізніше увійшов до знаменитої кінострічки «Тріумф волі», який створила інша видатна німецька жінка — Лені Ріфеншталь.
У 1937 році Ернст Удет, один з асів-винищувачів Першої світової війни, відвідав інститут, де працювала Райч. Ця зустріч сприяла тому, що Ганна була переведена в Дослідницький центр в Рехліні. Це означало не тільки визнання її заслуг — їй були довірені найбільші секрети, пов'язані з розвитком військової авіації Німеччини.
У 1939 році Райч перенесла важку хворобу, що тривала три місяці — скарлатину і як ускладнення — фіброз. Відразу після одужання стала до роботи, взявши участь у розробці великих транспортних планерів.

### Символ ідеальної жінки

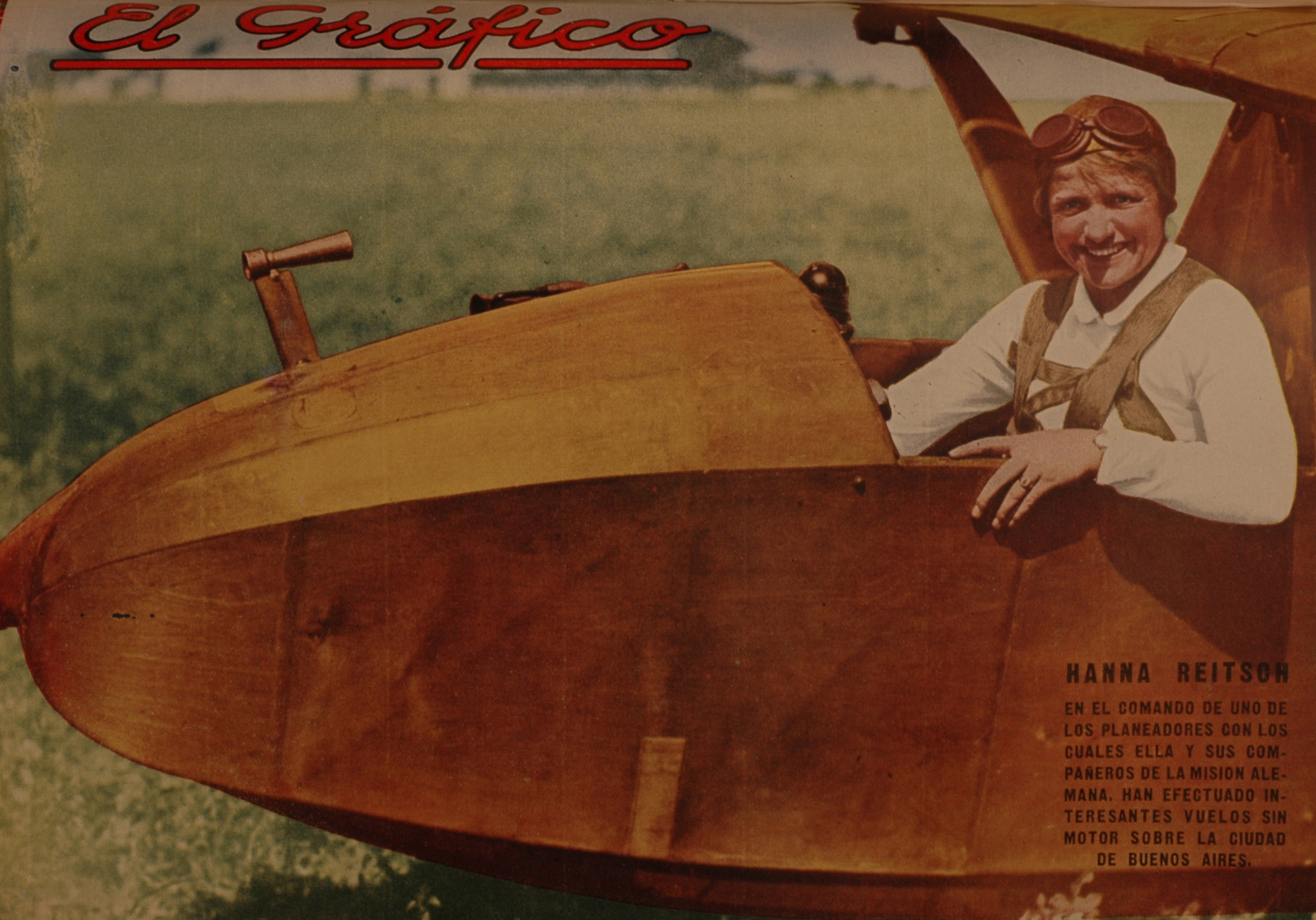
На обкладинці аргентинського журналу «El Gráfico», 7 квітня 1934, випуск 769

Незабаром Ганна Райч стала символом ідеальної жінки Третього Рейху — молода та енергійна, смілива та вродлива, надзвичайно фотогенічна. Пропагандистська машина країни використовувала її з такою потужністю, що Ганна і через багато років після падіння Третього Рейху залишалася одним із символів тієї епохи. Райч — перша жінка, якій за наказом Ернста Удета присвоєно почесне звання «льотчик-капітан» (нім. Flug-Kapitän).
За випробування нових літальних апаратів нагороджена Залізними хрестами І та ІІ класів.

## Випробування літальних апаратів
1937. Пілот-інструктор Люфтваффе. Тестує на пікірування Junkers Ju 87 та Dornier Do 17.
Відвідує завод «Фокке-Вульф», щоб спостерігати за тестуванням першого у світі робочого прототипу вертольота Fw 61. Випробував машину пілот Карл Франке, який насилу втримував вертоліт у рівновазі, після чого тестувати нову машину в повітрі запросили Ганну Райч.
1938. Німеччина готується до Берлінського Мотор-шоу-1938, яке мало пройти у величезному приміщенні палацу спорту «Дойчляндгаллє» (нім. Deutschlandhalle). Було вирішено, що Ганна пілотуватиме вертоліт Fw 61 прямо у закритому виставковому комплексі, на арені паласу. Райч впоралася із завданням — Fw 61 було продемонстровано відвідувачам берлінського Мотор-шоу у лютому 1938.
1939. Цей рік було затьмарено катастрофою величезного Me 321 «Гігант» і трьох буксирувавших його Messerschmitt Bf 110, внаслідок чого загинуло 6 осіб екіпажу «Гіганта» і солдати — десант транспорту.
1940. Ганна Райч проводила випробування з відпрацювання посадки військових транспортних планерів: DFS 230, Gotha Go 242 та надважкого Me 321 «Gigant». Останній було взято за основу при проектуванні найбільшого на той час військово-транспортного літака Me 323 «Gigant». Виконувала випробувальні польоти на Heinkel He 111, який був обладнаний спеціальним пристроєм, встановленим на крилах, для обрізання тросів загороджувальних аеростатів.
1942. У жовтні компанія «Мессершмітт» почала випробування літака Me 163 Komet, що не мав хвостового горизонтального оперення і обладнаного ракетним двигуном. Виконуючи випробування літака, Ганна зробила вимушену посадку із заклиненою стійкою висувної лижі, яка при посадці повинна була виходити з фюзеляжу. Райч отримала серйозні травми, зокрема обличчя і голови, та змогла знову стати до роботи через десять місяців після катастрофи.
1944. Як пілот під керівництвом ракетного конструктора Вернера фон Брауна брала участь у складних випробуваннях крилатої ракети V1, що скидалася з літака-носія Heinkel He 111.
Випробує реактивні Messerschmitt Me 262 та Heinkel He 162.

## Авіаційні рекорди

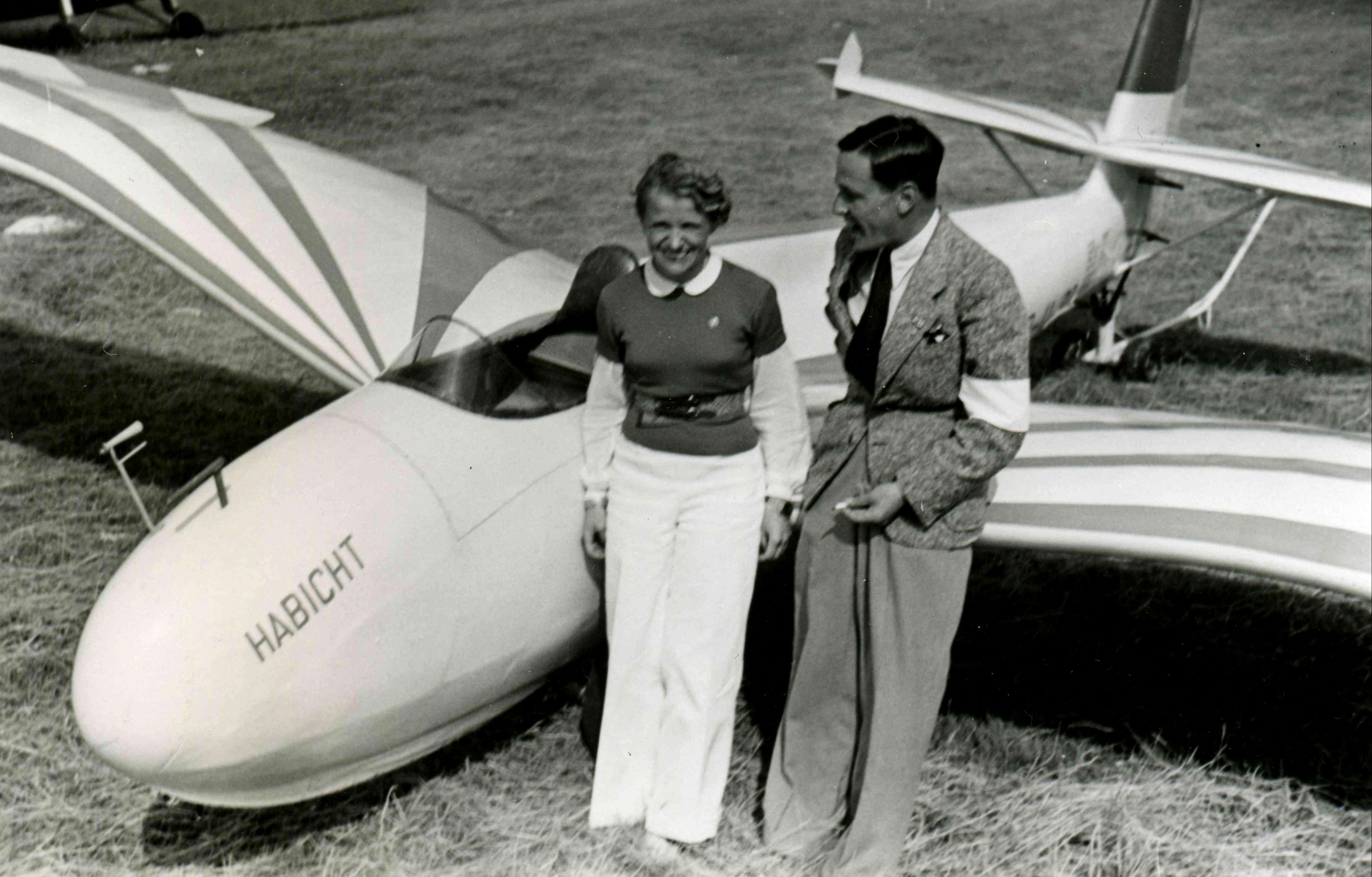
З капітаном Кньотшем на тлі планера DFS Habicht, 17 липня 1938.

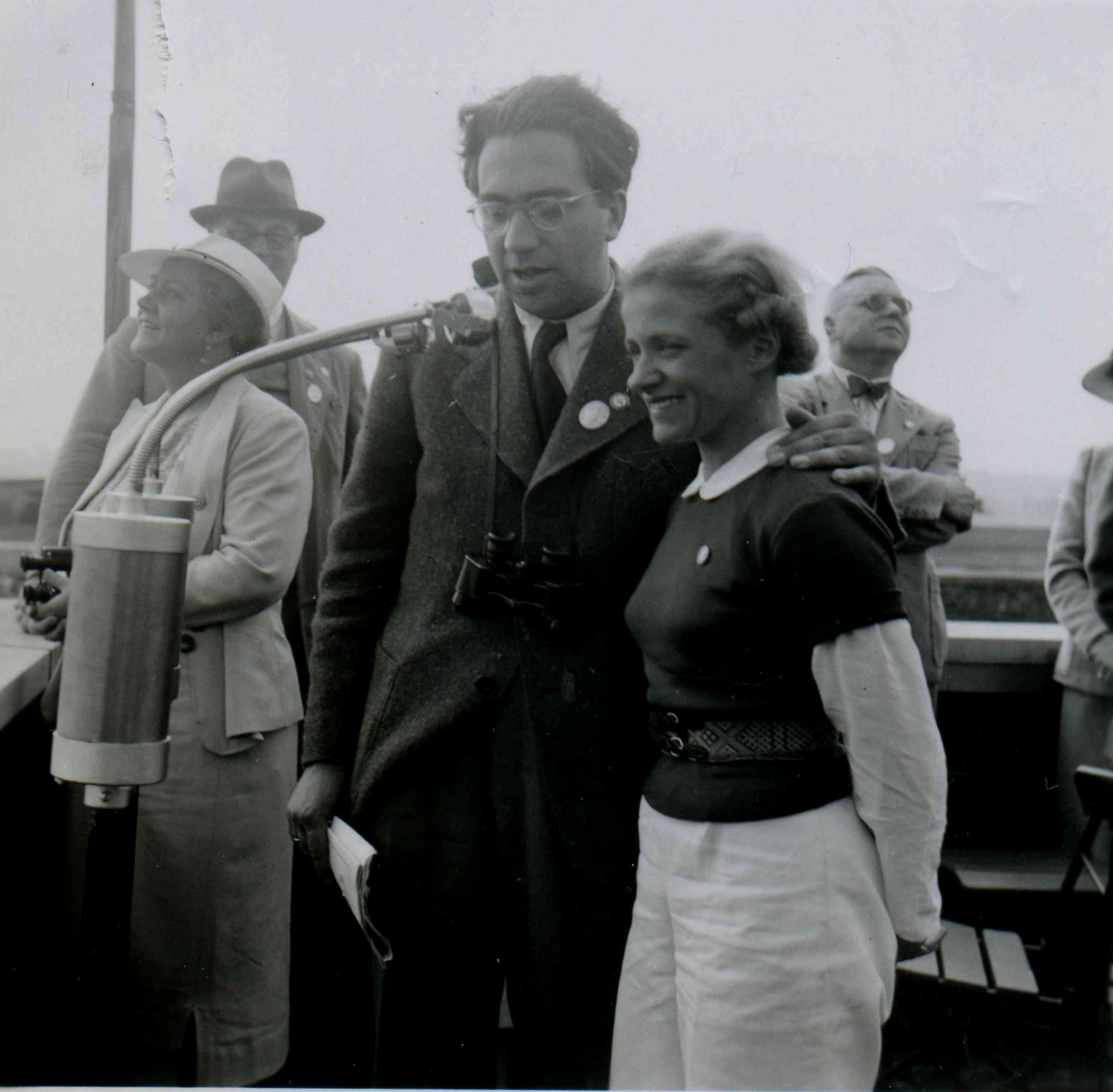
Еріх Бахем та Ганна Райч, Кассель, 17 липня 1938.

Свій перший світовий рекорд Ганна Райч ставить у 1931 році, під час екзаменаційного польоту — жодна жінка у світі не піднімалася в повітрі вище за неї.
У 1937 році стає першою людиною, що перетнула Альпи на планері. Цього ж року здійснила переліт на Fw 61 із Стендаля в Берлін. Їй не тільки вдалося успішно подолати маршрут довжиною 109 км, але й розігнати вертоліт до максимальної швидкості 145 км/год, що стало світовим досягненням.
У повоєнні роки Райч продовжувала встановлювати на планерах світові рекорди. У 1957 році встановила два жіночі рекорди висоти для планерів, а у 1978 році, у віці 66 років, — свій останній рекорд, подолавши на планері за 10 годин відстань у 715 км. Загалом встановила понад сорок рекордів за тривалістю та висотою польоту. Згідно із загальною оцінкою, була одним із найкращих пілотів Третього Рейху.

## Друга світова війна
Ганна Райч брала епізодичну участь у бойових діях під час Другої світової війни як на Західному, так і на Східному фронтах. Під час військової кампанії Німеччини проти Франції на планері, перед атакою німецьких військ, здійснює розвідувальний нічний політ уздовж «Лінії Мажино».

### Кінець війни

#### Політ в Рейхсканцелярію 26 квітня 1945 рокуі
Ганна Райч отримала наказ Гітлера доправити в бункер Рейхсканцелярії нового Головнокомандувача ВПС Вермахту генерал-фельдмаршала Роберта фон Грайма, якого було викликано 24 квітня 1945 року. Попервах планували вилетіти із Рехліна на вертольоті, але з'ясувалося, що його важко пошкоджено. Тим не менш, 26 квітня 1945 року Роберт фон Грайм та Ганна Райч продерлися на малому літаку Fieseler Fi 156 «Шторьх» повз зенітний вогонь у вже оточену радянськими військами центральну частину Берліна. Спочатку літаком керував Грайм, але, зазнавши важкого поранення в праву ногу, при перельоті до Імперської канцелярії передав керування літаком Ганні Райч. Хоча літак отримав значні пошкодження, Райч вдалося посадити його біля Бранденбурзьких воріт. Прибувши на автомобілі до бункера між 6-ю та 7-ю вечора цього ж дня, першою зустріли фрау Геббельс, дружину Йозефа Геббельса, яка була дуже здивована тим, що хтось насмілився потрапити до цього пекла. Райч бажала залишитися та розділити долю фюрера, але останній наказав їй покинути столицю Рейха. 28 квітня 1945 року генерал-фельдмаршал Роберт фон Грайм і Ганна Райч покинули Берлін на двомісному тренувальному літаку Arado Ar 96 та попрямували в Рехлін.

#### Арешт
За спогадами капітана Королівських ВПС Еріка Брауна (англ. Eric Brown), на початку травня 1945 року він знайшов Ганну Райч у польовому шпиталі в тірольському місті Кіцбюель, яка згодом (9 травня 1945 року) була заарештована американськими військовими. Під час перебування під вартою відмовлялася від співробітництва. Слідчих передовсім цікавила інформація про останні дні Гітлера. Загалом провела 18 місяців у різних місцях ув'язнення.

## У повоєнний час

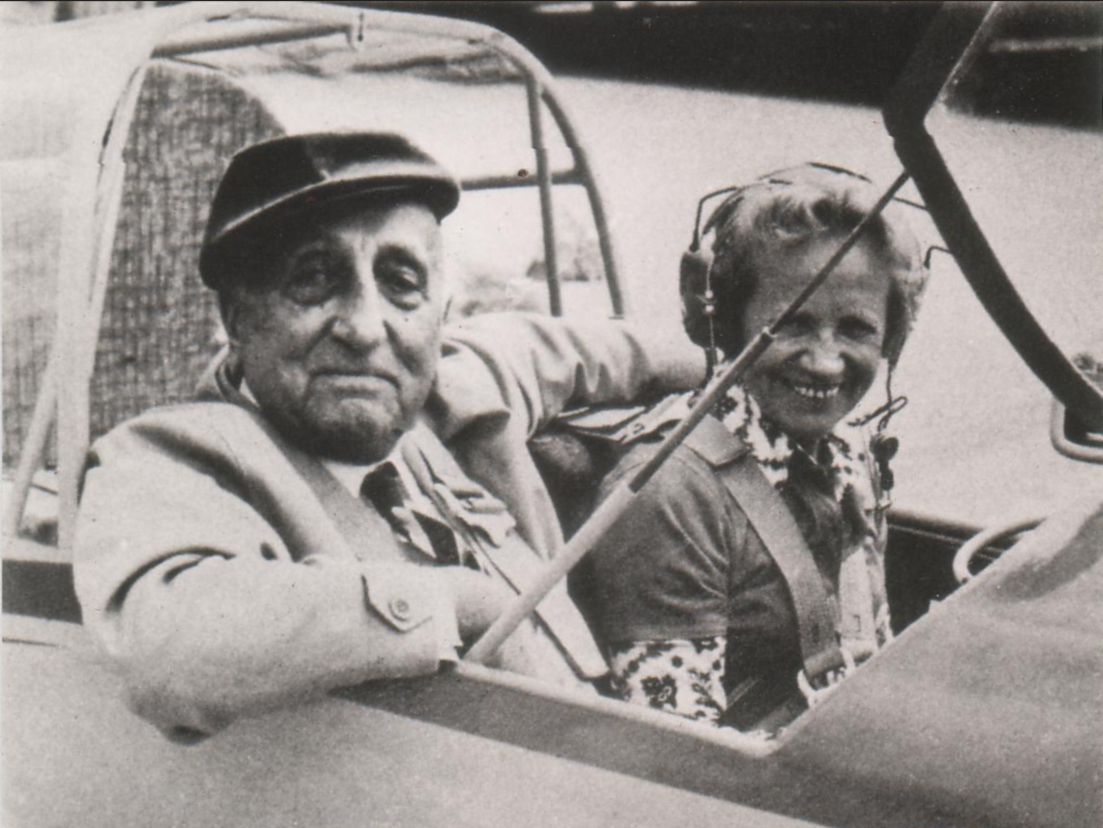
Режисер Карл Ріттер та Ганна Райч за штурвалом Scheibe-Falken, літо 1968.

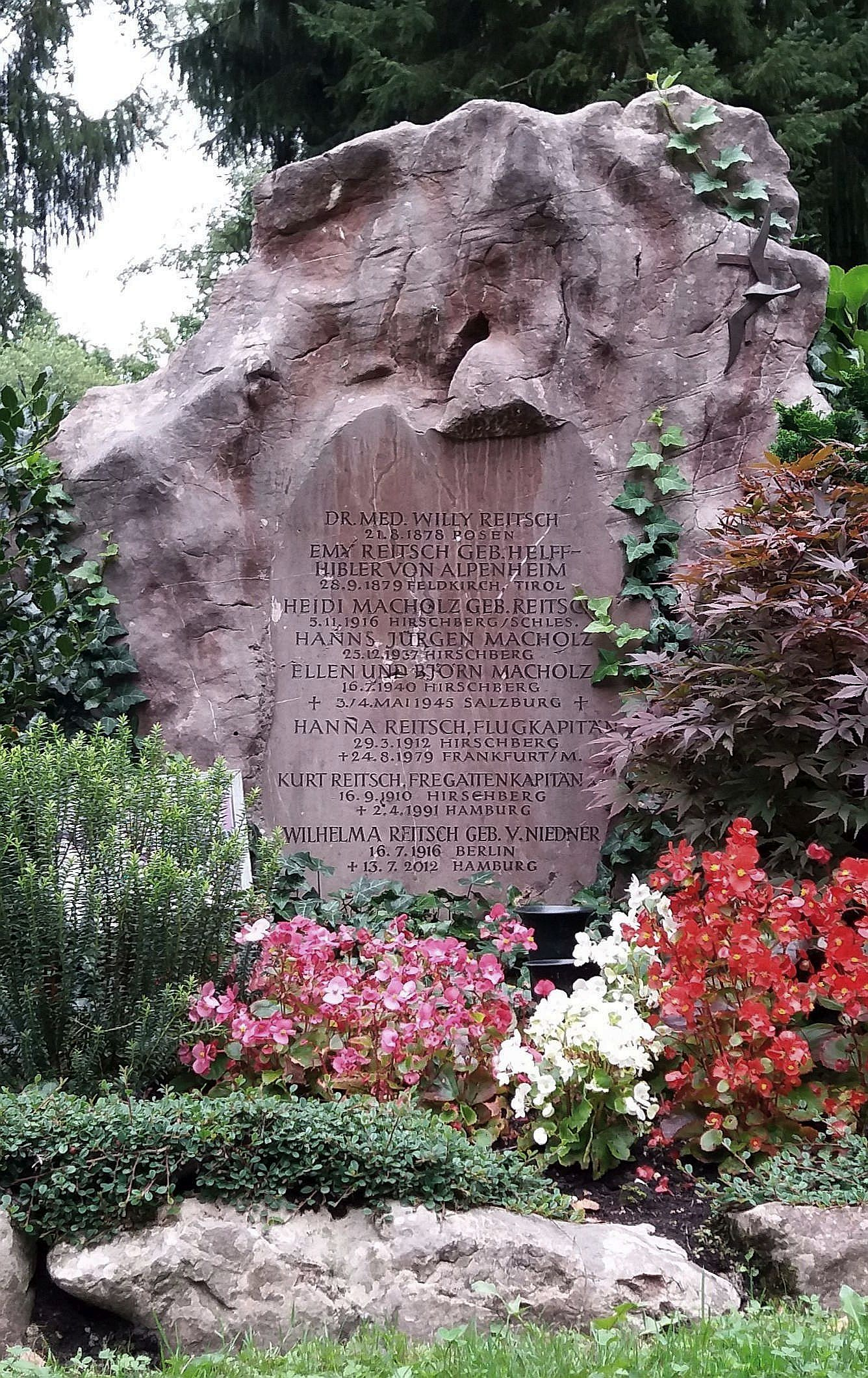
Могильний камінь на муніципальному кладовищі Зальцбурга.

Батьки Ганни, молодша сестра та племінники матері, мешкали у палаці «Лепольдскрон» (нім. Leopoldskron) під Зальцбургом. Коли стало відомо, що сім'ю повернуть у радянську зону окупації, батько, припускаючи найгірше, застрелив усіх та останню кулю пустив у себе.
Наприкінці 1946 року, після 18 місяців проведених у полоні, Ганна Райч повернулася до Австрії.
У грудні 1947 року пройшла процедуру денацифікації.
Займалася літературною діяльністю — у 1951 році опублікувала свою першу книгу «Політ мого життя», загалом написала чотири книги. В шлюб Райч не вступила, розділивши долю багатьох жінок, яким влаштувати особисте життя завадила війна. Дітей не мала.
Після скасування заборони на планерний спорт узяла участь у його відродженні в Західній Німеччині. У 1952 році завоювала бронзову медаль на чемпіонаті світу з планеризму в Іспанії. Від 1954 року знову працює тест-пілотом у Дармштадті, цього разу на новоствореному Німецькому науково-дослідному інституті авіації (нім. Deutsche Versuchsanstalt für Luftfahrt; DVL). У 1955 році стає чемпіоном Німеччини із жіночого планеризму, а в 1957 році зайняла третє місце.
Оновлена Німеччина стала для Ганни чужою. Німці, які раніше її обожнювали, тепер уникали. У 1974 році отримала австрійське громадянство. Багато їздила по світу. Легко знаходила спільну мову з різними людьми. Американська льотчиця Джин Феллан згадувала про приїзд Райч до неї у США. Ганна і ще одна їхня подруга-льотчиця захотіли полетіти в Коннектикут, щоб відвідати Ігоря Сікорського, з яким у Ганни були добрі стосунки. Льотчиця-власник легкомоторного літака запропонувала Ганні пілотувати. Райч, яка ніколи в житті не літала на такому літаку, виконала переліт бездоганно.
У 1959 році Ганна на запрошення Індіри Ганді та Джавахарлал Неру побувала в Індії. Здійснила політ на планері разом з прем'єром Неру до міста Нью-Делі.
У 1961 році на запрошення «Організації жінок Америки — пілотів гелікоптерів», відвідала Сполучені Штати. У Білому домі її приймав Президент Джон Кеннеді. Пізніше американці обрали Райч почесним членом Асоціації американських льотчиків-випробувачів.
У 1962 році заснувала (немов втілюючи в життя мрії молодості про місіонерську роботу в далеких країнах) Національну школу планеризму в Гані і працювала там до 1966 року, доки внаслідок путчу не повалили президента Кваме Нкрума.
Ганна Райч померла у Франкфурті-на-Майні 24 серпня 1979 року, імовірно, від серцевого нападу. Похована на Міському кладовищі Зальцбургу, в стародавньому родинному склепі.

## Ставлення до націонал-соціалізму та Третього Рейху
До кінця свого життя Ганна Райч залишилася переконаною прихильницею Третього Рейху та Адольфа Гітлера. Проте не була «класичним націонал-соціалістом» і членом НСДАП. Швидше, вона керувалася такими поняттями, як «відданість» та «любов до країни». Відмовилася від «почесного членства» у Союзі німецьких дівчат (BDM).
Ганна Райч:
|  | Мені не соромно заявити, що я вірила в націонал-соціалізм. Я до сих пір ношу Залізний Хрест, який Гітлер вручив мені. Але сьогодні у всій Німеччині ви не зможете знайти людину, яка голосувала за Гітлера. |

|  | Багато німців відчувають себе винними через війну. Але вони не пояснюють, у чому саме ця наша спільна провина полягає — в тому, що ми програли. |

|  | ... Але є мільйони в Німеччині, які люблять мене. Тільки німецька преса, якій було це наказано, ненавидить мене. Ця пропаганда допомогла уряду. Німцям не дозволяли писати про мене з 1945 року. Вони бояться, що я могла б сказати щось гарне про Адольфа Гітлера. Але чому б і ні? Через Гітлера ми, німці, були піонерами космічних подорожей, випередивши свій час і весь світ. Перші космічні ракети, які піднялися на 50 миль, були копіями наших V2. Після війни мій любий друг Вернер фон Браун допомагав американцям. Він був батьком усіх космічних польотів та супутників. |

Траудль Юнге (нім. Traudl Junge), секретарка Адольфа Гітлера:
|  | Я ніколи не бачила, щоб жінка вітала Гітлера з таким маніакальним завзяттям, щоб вона була настільки готова піти за нього на смерть. Нескромна як Єва Браун, шалена. |

«Der Spiegel» 36/1979
|  | Ганна Райч [...] втілювала крайню німецьку національну шизофренію між зовнішньою модерністю і внутрішнім середньовіччям, між науково-технічним інтелектом і оманливим „благочестям“, між особистою порядністю і колективним варварством. |

## Нагороди

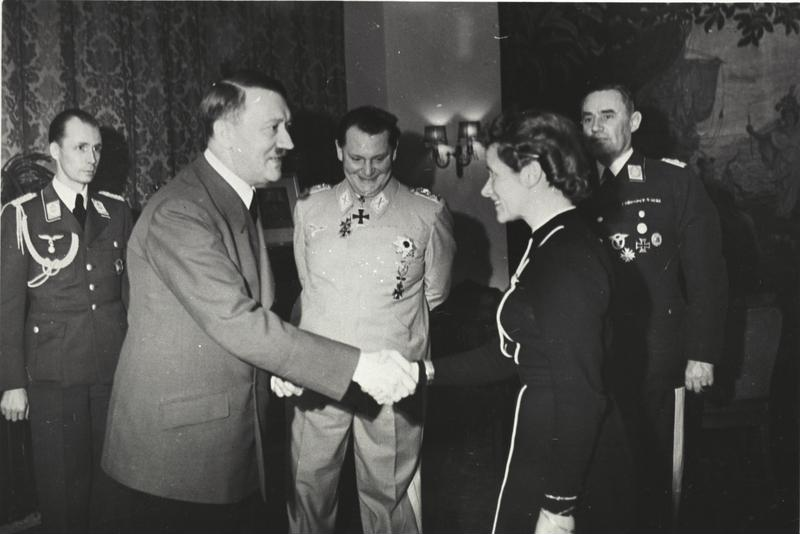
Адольф Гітлер вручає Ганні Райч Залізний хрест 2-го класу (28 березня 1941).

- Нагрудний знак планериста НСФК рівня C в сріблі (№25; 1934)
- Комбінований Знак Пілот-Спостерігач в золоті з діамантами (27 березня 1941)
- Фотографія рейхсмаршала в срібній рамці (27 березня 1941)
- Залізний хрест
  - 2-го класу (28 березня 1941)
  - 1-го класу (5 листопада 1942)
- Золотий почесний знак Гітлер'югенду з дубовим листям
- Почесна громадянка міста Гіршберг

## У кінофільмах
- Худ. фільм «Гітлер: Останні десять днів» (англ. Hitler: The Last Ten Days, 1973) — подруга Роберта фон Грайма, німецького льотчика, генерал-фельдмаршала авіації, головнокомандуючого Люфтваффе з 23 квітня по 23 травня 1945 (грає акторка Diane Cilento)
- Худ. фільм «Операція „Арбалет“» (англ. Operation Crossbow, 1965) — випробувачка пілотованої ракети V1 (грає акторка Barbara Rütting)
- Худ. фільм «Бункер» (нім. Der Untergang, 2004) — подруга Роберта фон Грайма (грає акторка Анна Тальбах (нім. Anna Thalbach))